# Xã Rock Creek, Quận Miner, Nam Dakota
Xã Rock Creek (tiếng Anh: Rock Creek Township) là một xã thuộc quận Miner, tiểu bang Nam Dakota, Hoa Kỳ. Năm 2010, dân số của xã này là 78 người.